# Kaj Wikström
Kaj Lennart Wikström, född 24 februari 1939 i Åbo, är en finländsk språkvetare.
Wikström blev filosofie doktor 1977. Han blev den förste som disputerade i ämnet nordisk filologi vid Tammerfors universitet, där han också var biträdande professor 1978–1980. Han var 1980–2002 professor i svenska språket vid Joensuu universitet, förste ordinarie professor på lärostolen som inrättats 1978.
Semantik, lexikologi och grammatik med anknytning till språkinlärning är områden som Wikström har ägnat sitt intresse, bland annat i doktorsavhandlingen Begreppsfältet kroppsövning som har svenskt idrottsspråk som tema.